# Geogryllus bondi
Geogryllus bondi är en insektsart som först beskrevs av Barbara Rae Randell 1964.  Geogryllus bondi ingår i släktet Geogryllus och familjen syrsor. Inga underarter finns listade i Catalogue of Life.